# Kalombo N’Kongolo
Kalombo N’Kongolo (ur. 17 lipca 1961 w Kinszasie – zm. 10 marca 1993 w Lizbonie) – kongijski piłkarz grający na pozycji środkowego obrońcy. W swojej karierze grał w reprezentacji Zairu.

## Kariera klubowa
W sezonie 1986/1987 N’Kongolo był piłkarzem belgijskiego pierwszoligowego klubu RFC Liège. W 1987 roku przeszedł do portugalskiego SC Espinho. Swój debiut w nim w pierwszej lidze portugalskiej zanotował 26 września 1987 w zremisowanym 1:1 wyjazdowym meczu z SC Salgueiros. W Espinho występował przez rok.
Latem 1988 N’Kongolo został zawodnikiem FC Porto. 23 sierpnia 1988 zaliczył w nim swój debiut w zremisowanym 0:0 domowym spotkaniu z Boavistą. W sezonie 1988/1989 wywalczył z Porto wicemistrzostwo Portugalii.
W 1989 roku N’Kongolo wrócił do SC Espinho, gdzie spędził kolejne trzy sezony. W 1992 roku został piłkarzem trzecioligowego Atlético CP.
10 marca 1993 N’Kongolo zmarł na zator w mózgu
| Sezon   | Klub        | Kraj       | Rozgrywki       | Mecze | Bramki |
| ------- | ----------- | ---------- | --------------- | ----- | ------ |
| 1986/87 | RFC Liège   | Belgia     | Eerste klasse   | 24    | 1      |
| 1987/88 | SC Espinho  | Portugalia | Primeira Liga   | 31    | 2      |
| 1988/89 | FC Porto    | Portugalia | Primeira Liga   | 17    | 0      |
| 1989/90 | SC Espinho  | Portugalia | Segunda Liga    | 32    | 4      |
| 1990/91 | SC Espinho  | Portugalia | Segunda Liga    | 21    | 1      |
| 1991/92 | SC Espinho  | Portugalia | Segunda Liga    | 11    | 1      |
| 1992/93 | Atlético CP | Portugalia | Segunda Divisão | 8     | 0      |

## Kariera reprezentacyjna
W reprezentacji Zairu N’Kongolo zadebiutował w 1985 roku. W 1988 roku został powołany do kadry na Puchar Narodów Afryki 1988. Na tym turnieju zagrał w dwóch meczach grupowych: z Marokiem (1:1) i z Algierią (0:1). W kadrze narodowej grał do 1991 roku.